# Stadion Stožice
Das Stadion Stožice ist ein Fußballstadion in der slowenischen Hauptstadt Ljubljana und mit einer Zuschauerkapazität von 16.038 Plätzen das größte Stadion des Landes. Dazu gehören 558 Business-Sitze, 210 Plätze für die Journalisten und 97 barrierefreie Plätze des Stadions.
Es wird hauptsächlich vom Fußballverein NK Olimpija Ljubljana genutzt, einem der Spitzenteams im slowenischen Fußball. Es werden hier auch Spiele der slowenischen Fußballnationalmannschaft ausgetragen. Bei Konzerten ist die Sportstätte für ca. 23.000 Besucher zugelassen. Eröffnet wurde es am 11. August 2010 mit dem Länderspiel zwischen Slowenien und Australien; dass die Gastgeber mit 2:0 für sich entschieden. Zu dem Spiel kamen 16.135 Zuschauer; dies ist ein Rekordbesuch zu einem Heimspiel einer slowenischen Mannschaft seit der Unabhängigkeit 1991. Das neue Stadion ist neben dem Ljudski vrt in Maribor eines von zwei Stadien, in dem die Slowenen ihre Qualifikationsspiele zur Fußball-Europameisterschaft 2012 austragen.

## Geographie
Das Stadion liegt im Norden von Ljubljana und bildet zusammen mit der Mehrzweckhalle Arena Stožice und einem bis Ende 2011 fertiggestellten Einkaufszentrum mit 120 Läden und Geschäften den Športni park Stožice.
Das Gebiet des Stadionkomplexes umfasst 24.614 m2. Der Športni park Stožice selbst hatte eine Fläche von rund 155.000 m2